# Cristòfol Farré
Fou un mestre de capella català del segle xix. Regí el magisteri de la capella de l'església parroquial de Santa Maria de Cervera durant el primer terç del segle xix, entre els seus alumnes destaca el compositor cerverí Joan Pont i Cos.